# Marc Seguin
Marc Seguin, llamado «Seguin Ainé» (Annonay, 20 de abril de 1786 – Annonay, 24 de febrero de 1875), fue un ingeniero e inventor francés, recordado por sus aportaciones tempranas en el desarrollo de las locomotoras francesas y por la construcción de los primeros puentes colgantes en el país.

## Biografía
Hijo del fundador de la compañía Seguin et Cie, Marc François Seguin y de Thérèse-de Montgolfier Agustín, era sobrino-nieto de los hermanos Montgolfier. Casado en 1813 con Augustine Duret, tuvo con ella trece hijos. Enviudó en 1837 y se volvió a casar en 1839 con Augustine de Montgolfier, con quien tuvo seis hijos más.
Sus nietos Louis Seguin y Laurent Seguin crearon los motores Gnome.

## Invenciones

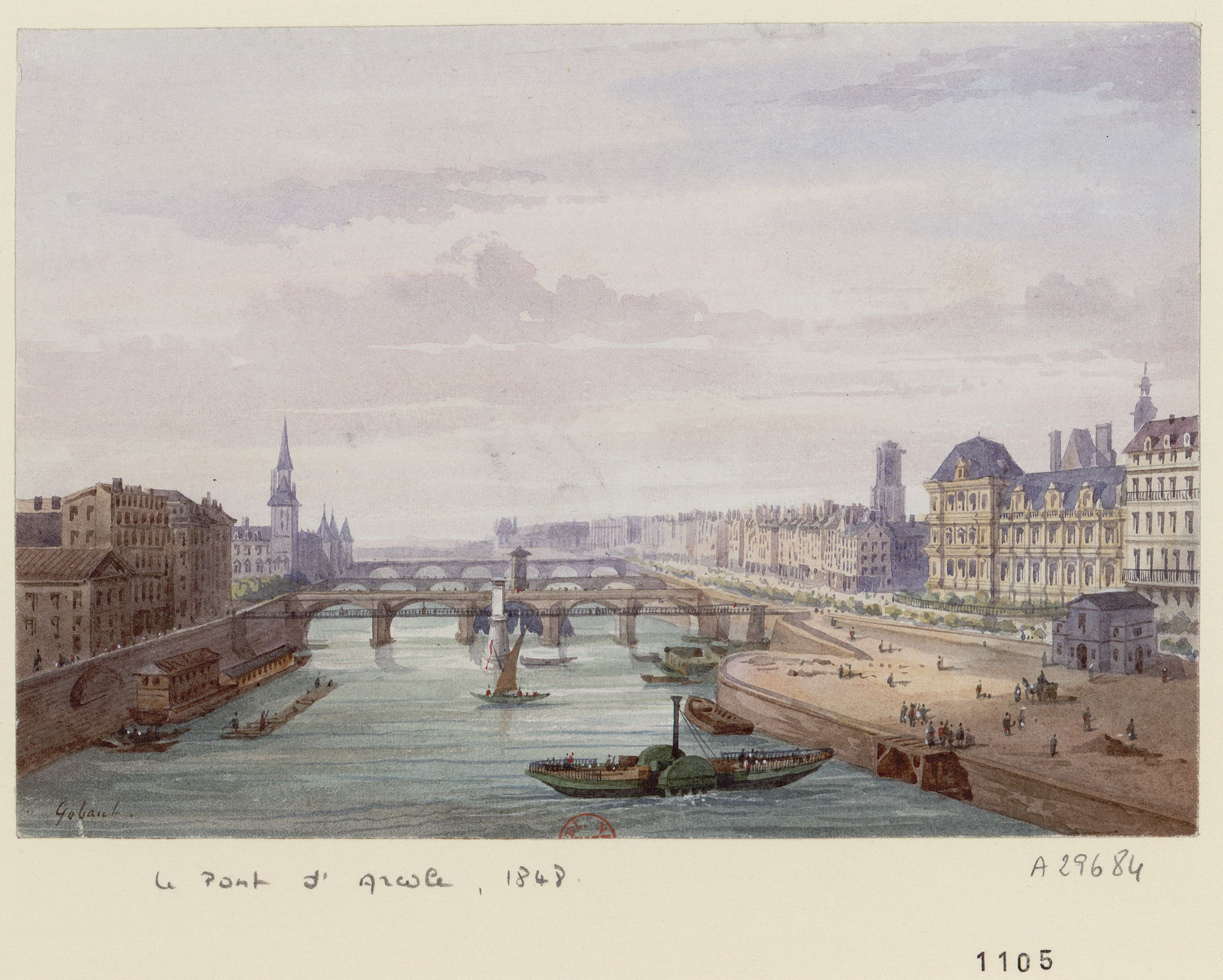
La pasarela de la Grève

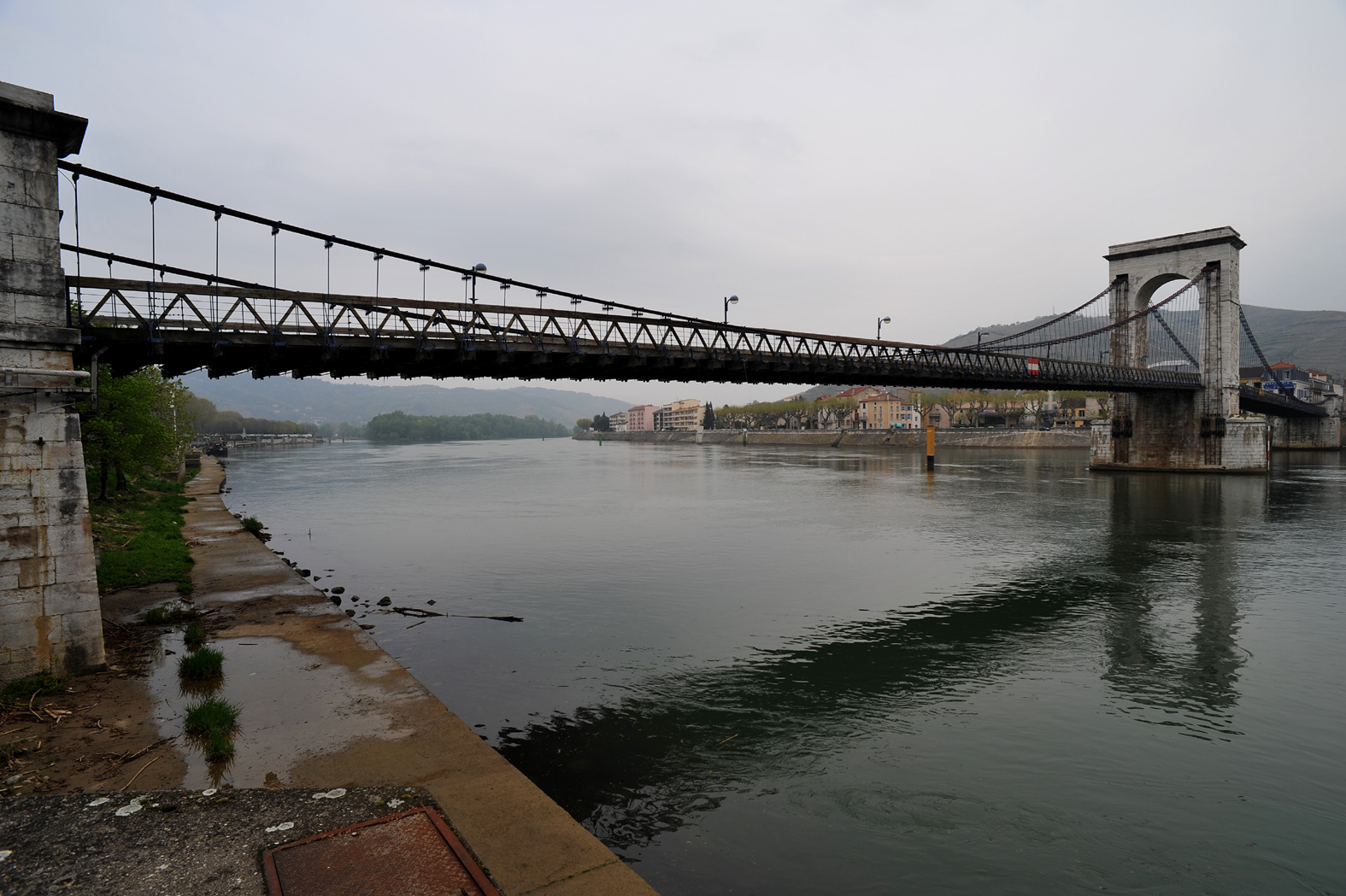
La pasarela Marc-Seguin enlaza Tournon-sur-Rhône con Tain-l'Hermitage.

Seguin fue el inventor de la caldera tubular, con tubos huecos por los que en su interior, circulan los gases procedentes de la combustión en el hogar (patente tomada el 13 de diciembre de 1827). Llevó a cabo su investigación relacionada con la de George Stephenson, con quien tuvo muchos intercambios.
También perfeccionó igualmente el sistema estructural de los puente colgantes, aptos para franquear ríos de cualquier anchura mediante cables de metal. Su primer puente fue una estructura de unos 18 m, sobre el Cance, el río que pasa por su ciudad natal, Annonay.
Realizó en 1823 en Ginebra, con Guillaume-Henri Dufour y Marc-Auguste Pictet, la pasarela de Saint-Antoine, un primer puente colgante de cable metálico y materializó el conjunto de todas sus invenciones en la construcción del primer puente de Tournon en 1825. El centenario de la construcción de este puente fue, en 1927, el origen de la creación de la «Union Générale des Rhodaniens», fundada por Gustave Toursier. Este puente, que se convirtió en pasarela, fue destruido en 1965.
El puente colgante más antiguo construido por la firma de Marc Seguin que todavía está en servicio, fue construido en 1827 y se encuentra en Andance. La pasarela Saint-Symphorien construida en 1847 en Tours, así como la pasarela Marc-Seguin construida en 1849 a pocos centenares de metros del primer puente de Tournon, todavía están en servicio.
También aportó muchas otras invenciones en la realización de pilas, especialmente en las experiencias tempranas del vertido del hormigón bajo el agua.
Participó con sus hermanos Camille, Jules, Valentin y Charles, en la construcción de un gran número de obras (65 identificadas) en Francia, y también en Italia y España.
Construyó un puente colgante en París en 1828, la pasarela de la Grève (en el emplazamiento del actual pont d'Arcole, destruido más tarde en 1854).
Participó en el origen de la vía férrea de la línea Lyon - Saint-Étienne, la segunda construida en Francia. En esta línea circularon las primeras locomotoras francesas construidas por Marc Seguin basándose en las locomotoras de George Stephenson, que el equipó con su invención, la caldera tubular, lo que multiplicó por seis la potencia generada por esas máquinas: la ebullición se obtenía por la circulación de los gases del hogar en los "tubos de fuego" atravesando el cuerpo del calentador. Su primera máquina rodó el 1 de octubre de 1829.
Bajo el Segundo Imperio, Seguin colaboró en la revista Cosmos en la que dirigió el anuario desde 1868.

## Distinciones

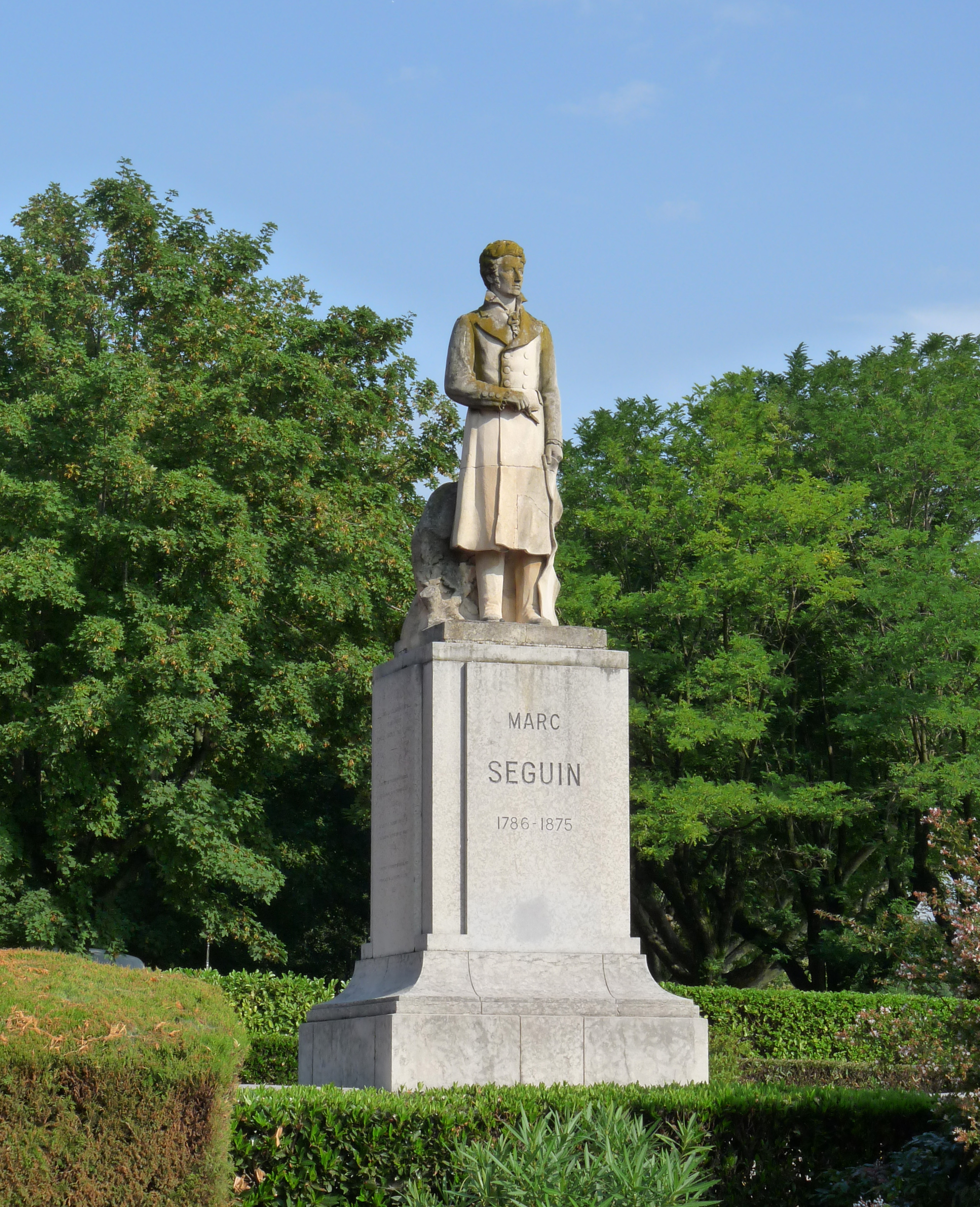
Estatua en Tournon-sur-Rhône.

Fue elegido miembro correspondiente de la Academia de Ciencias de Francia en 1845.

## Reconocimientos
- Marc Seguin es uno de los setenta y dos eruditos inscritos en la Torre Eiffel.
- Varias calles de Francia llevan su nombre, rue Marc Seguin, en París, en Créteil... También llevan su nombre algunas liceos, en Annonay, Venissieux.

## Publicaciones
- Marc Seguin, Des Ponts en fil de fer [De los Puentes en hilo de hierro], Bachelier, Paris, 1824 OCLC 320037962, 2e  éd., Bachelier, Paris, 1826 OCLC 2127451 (leer on-line ).
- De l’influence des chemins de fer et de l’art de les tracer et de les construire [De la influencia de los ferrocarriles y el arte para trazar y construirlos],, Carilian-Gœury et V. Dalmont, Paris, 1839 OCLC 458773928, réimpression en 1887 ( lire en ligne ).
- Mémoire sur la navigation à vapeur, lu à l’Institut, le 26 décembre 1826 [memoria sobre la navegación a vapor, leíada en el Instituto el 26 de diciembre de 1826], Bachelier, Paris, 1828, 29 p., in-4°, OCLC 458773936 (leer on-line ).
- Mécanique industrielle. Mémoire sur un nouveau système de moteur fonctionnant toujours avec la même vapeur, à laquelle on restitue, à chaque coup de piston, la chaleur qu’elle a perdue en produisant l’effet mécanique [Mecánica industrial.  Memoria sobre un nuevo sistema de motor funcionando siempre con el mismo vapor, al que se restituye, con cada golpe de pistón, el calor que ha perdido en la producción del efecto mecánico], Paris, Mallet-Bachelier, 1857, 17 p., fig., in-4°, OCLC 45877393.
- Mémoire sur l'origine et la propagation de la force [Memoria sobre el origen y la propagación de la fuerza], Mallet-Bachelier, Paris, 1857 (leer on-line )